# Терпигорев, Сергей Николаевич
Серге́й Никола́евич Терпиго́рев (псевдоним — Атава; 12 [24] мая 1841, Никольское, Тамбовская губерния — 13 [25] июня 1895, Санкт-Петербург) — русский писатель, фельетонист и публицист.

## Биография
Родился 12 (24) мая 1841 года в селе Никольское (ныне — часть Добринки) в обедневшей дворянской семье Терпигоревых, Его отец в 1834 году был в последнем выпуске Благородного пансиона при Петербургском университете; мать — Варвара Ивановна Рахманинова, родная тётя И. И. Рахманинова. Был старшим сыном; в семье также родились: Алексей, Владимир, Варвара, Наталья, Александра. Варвара была замужем за М. П. Авенариусом; Наталья — за Н. В. Бобрецким.
Учился до 13 лет дома, затем в Тамбовской гимназии, а с 1860 года по 1862 год — на юридическом факультете Санкт-Петербургского университета.
В 1861 году он напечатал в «Русском мире» своё первое произведение: «Черствая доля. Рассказ из тяжелого прошлого»; затем последовали небольшие очерки и статьи в «Русском мире», «Русском слове», «Гудке», «Санкт-Петербургских ведомостях». За участие в студенческих волнениях был исключён и выслан в родовое имение матери, где жил пять лет под надзором полиции. В этот период он решил собирать материалы для очерков на социальные темы. Их он отправлял в редакции журнала «Русское слово» и петербургской газеты «Голос». Публикации (под псевдонимами: Сергей Заноза, Сергей Чемеричко и др.) обличали мошенников и казнокрадов, показывали тяжёлую жизнь простого народа.
Молодому писателю были близки представления Н. В. Гоголя о добре и зле, о правде и справедливости. От него Терпигорев перенимает интерес к провинциальной жизни (он убежден в необходимости внимания к сфере обыденного), особенности подхода в её изображении, а также склонность к подробной детализации и конкретике. Но в отличие от Гоголя писатель не осложняет произведения мистикой и сочетанием реального и вымышленного.
От Н. А. Некрасова Терпигорев перенимает гуманизм и гражданственность поэзии и творчески перерабатывает этот опыт. Например, уже упомянутые «Красные Талы» создаются под влиянием идеи Некрасова о «грехах отцов», выдвигая на первый план тему воспитания, которая будет в дальнейшем развиваться в творчестве С. Н. Терпигорева и которой он уделит много внимания в «Оскудении».
Большое влияние на творчество Терпигорева-Атавы оказал М. Е. Салтыков-Щедрин. Очевидна аналогия главных сочинений С. Атавы с творчеством Щедрина: «Убежище Монрепо» — «Оскудение»; «Пошехонская старина» — «Потревоженные тени». Однако поэтику Терпигорева всё же нельзя ставить в зависимость от произведений известного сатирика, он имел свою позицию, своё мировоззрение и собственное видение проблем, освещаемых им в «Оскудении» и других сочинениях. В отличие от Салтыкова-Щедрина, сатирический, и направлен больше на описание действительности (в отличие от картины русской жизни, обостренной до степени полусказочного абсурда, в «Истории одного города» Щедрина).
Помимо этого, исследователи отмечают воздействие на более позднее творчество писателя целого ряда других творцов того периода — Н. С. Лескова, Г. И. Успенского, Н. Н. Златовратского, С. Т. Аксакова.
В 1867 году, когда срок ссылки завершился, Терпигорев вернулся в Петербург и продолжил литературную работу. В «Отечественных записках» вышла серия очерков «В степи», которые он подписывал под псевдонимом Серге́й Атава. В них описывалось плачевное положение деревни и помещичьих имений. В художественном отношении произошло окончательно закрепление Терпигорева в жанре очерков.
Биография жизни писателя в 1870-х годах известна слабо. Он занимался совершенно различными вещами: от предпринимательства и разведения лошадей до внедрения неких изобретений в электротехнике. В итоге разорился, но полученный им в разных сферах пореформенной жизни опыт нашёл своё отражение в его произведениях. В 1877 году он написал очерки «В степной полосе», которые, как отметила исследователь его творчества Г. Т. Андреева, «следует рассматривать как своеобразную прелюдию к циклу очерков „Оскудение“». В свойственной ему публицистической манере он создал линию эволюции дворянского сословия после отмены крепостного права в сторону оскудения. В январе 1880 года в «Отечественных записках» был напечатан ряд его очерков «Оскудение. Очерки, заметки и размышления тамбовского помещика».
Печатался во многих журналах («Русское богатство», «Северный вестник», «Новость», «Нива» и др.) с рассказами, повестями, очерками; работал в газете «Порядок», был постоянным сотрудником «Нового времени», где опубликовал более 600 «воскресных» фельетонов; с 1887 года печатал в «Историческом вестнике» очерки «Потревоженные тени», «Воспоминания» и ряд других произведений. Значительная часть написанного в 1880—1890 годах была напечатана отдельными сборниками и изданиями: «Потревоженные тени», «Желтая книга», «Узорочная пестрядь», «Исторические рассказы и воспоминания».
В последние годы жизни работал над романом «Лёд сломало», но так и не смог его завершить — он скончался на даче в Новой Деревне, близ Петербурга 13 (25) июня 1895 года. Был похоронен на Благовещенском кладбище в Старой Деревне; могила уничтожена.
В 1899 году вышло посмертное собрание его сочинений в 6-ти томах в издательстве А. Ф. Маркса, под редакцией С. Н. Шубинского, с биографической статьей П. В. Быкова.
У него была дочь Елизавета, родившаяся в 1878 году.

## Литературное творчество

### Повести
- «Из записок неудавшегося чиновника» (опубл. в 1863),
- «В степи» (опубл. в 1870),
- «Оскудение» в 2-х томах (Санкт-Петербург, 1881, 2-е изд., 1882),
- «Узорочная пестрядь» (Санкт-Петербург, 1883),
- «Желтая книга. Сказание о новых княгинях и старых князьях» (Санкт-Петербург, 1885),
- «Марфинькино счастье» (Санкт-Петербург, 1888),
- «Жорж и Ко» (Санкт-Петербург, 1888),
- «Потревоженные тени» (Санкт-Петербург, 1888 — 90),
- «Рассказы» (Санкт-Петербург, 1890),
- «Исторические рассказы и воспоминания» (Санкт-Петербург, 1891),
- «Дорожные очерки» (Санкт-Петербург, 1897).

### Пьесы
- Слияние. Комедия в четырёх действиях, опубл. в 1870